# Серебристая (приток Великой)
Серебристая (устар. Солтаанйоки) — река в России, протекает по Выборгскому району Ленинградской области. Вытекает из Большого Краснопёрского озера северо-западнее Заходского, впадает в Великую в 5,8 км от её устья, южнее платформы 73 км. Длина реки составляет 19 км, площадь водосборного бассейна — 79,8 км².
В Заходском и у платформы 73 км дважды пересекает железную дорогу Санкт-Петербург — Выборг — Хельсинки.

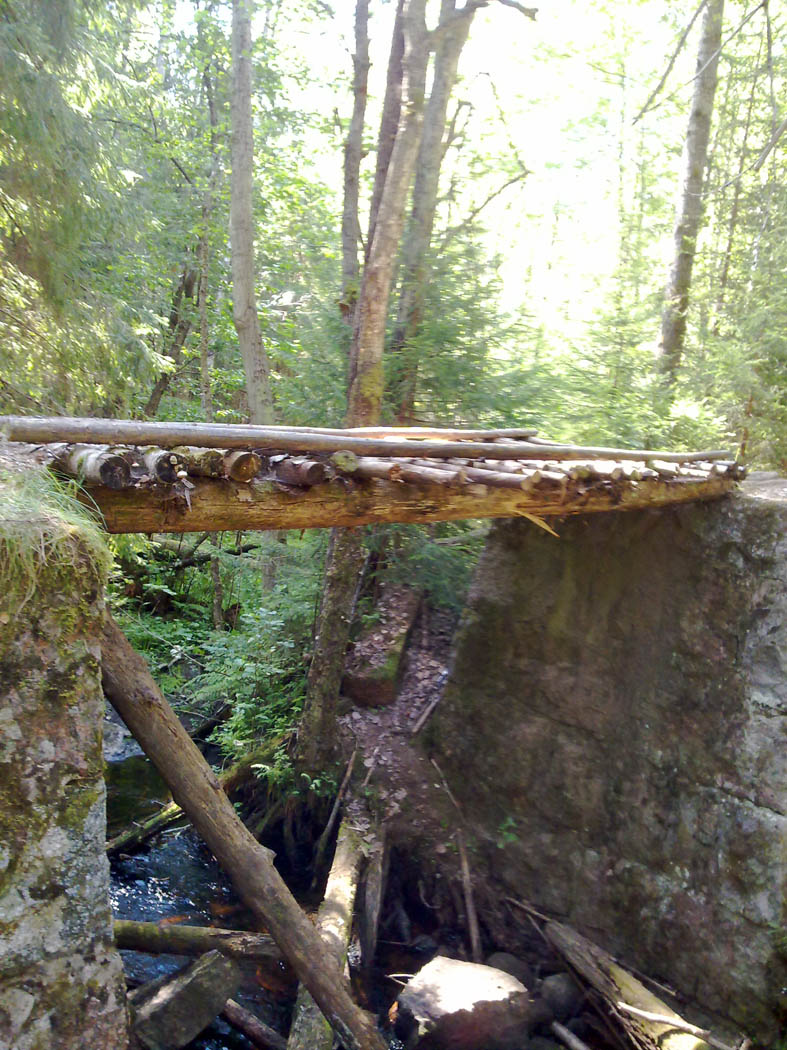
Устои каменного моста через Серебристую

В верхнем течении ранее река носила название Лоунатйоки (фин. Lounatjoki — обеденная река), название возникло в период строительства железной дороги. В реке водилась форель. Западнее Заходского на Серебристой сохранились устои каменного моста линии парового трамвая.

## Данные водного реестра
По данным государственного водного реестра России относится к Балтийскому бассейновому округу, водохозяйственный участок реки — Реки и озера бассейна Финского залива от границы РФ с Финляндией до северной границы бассейна р. Нева, речной подбассейн реки — Нева и реки бассейна Ладожского озера (без подбассейна Свирь и Волхов, российская часть бассейнов). Относится к речному бассейну реки Нева (включая бассейны рек Онежского и Ладожского озера).
Код объекта в государственном водном реестре — 01040300512102000008362.